# ぷりてぃ・ウーマン
『ぷりてぃ・ウーマン』は、2003年に公開された日本映画。

## 概要
- 平凡なおばあちゃん達がひょんなことから芝居に目覚め、劇団の旗揚げに向けて奮闘する。
- 静岡県藤枝市に実在するアマチュア劇団「劇団ほのお」が、この映画のモデルになっている。主宰者も演者もおばあちゃん達で構成され、高齢者問題を題材にした舞台劇を長きに渡って上演し続けている。

## スタッフ
- 監督 - 渡邊孝好
- 企画・製作者 - 鈴木光
- プロデューサー - 藤田義則、原田文宏、渡辺正子
- 脚本 - 高橋美幸、真崎慎
- 撮影 - 安田圭
- 美術 - 金田克美
- 編集 - 奥原茂
- 音楽 - 佐橋俊彦
- 音楽プロデューサー - 長崎行男

## 出演
- 森下葵 - 淡路恵子
- 室田梅子 - 風見章子
- 石倉琴江 - 正司照枝
- 川部幾代 - 草村礼子
- 畑中小夜 - 絵沢萠子
- 茂森ジェーン - イーデス・ハンソン
- 生駒頼子 - 馬渕晴子
- 森下隆太郎 - 岸部一徳
- 森下裕子 - 風吹ジュン
- 森下加奈 - 西田尚美
- 森下達哉 - 新晋一郎
- 室田一夫 - 斎藤洋介
- 室田寛子 - 竹井みどり
- 川部米吉 - すまけい
- 畑中康雄 - 蛭子能収
- 畑中邦子 - 高橋ひとみ
- 石倉弘一 - 山田隆夫
- 石倉幸代 - 高田聖子
- 生駒勇次郎 - 佐藤允
- 茂森京子 - 土屋久美子
- 茂森敏治 - 風見しんご
- 市役所の部長 - 津川雅彦
- 鮫島光吉 - 益岡徹
- 木村真由美 - 市川実日子
- 日舞の師匠 - 山田邦子
- ペンキ屋 - ミッキー・カーチス
- 詩の会員 - 秋野太作
- おまわりさん - 鈴木正幸
- プールのインストラクター - 金子貴俊
- 中華屋の客 - 出川哲朗
- 中華屋の客 - チューヤン